# Džulfinski rajon
Džulfinski rajon (azerski: Culfa rayonu) je jedan od 66 azerbajdžanskih rajona. Džulfinski rajon se nalazi na jugozapadu Azerbajdžana unutar Nahičevanske Autonomne Republike na granici s Armenijom i Iranom. Središte rajona je Džulfa. Površina Džulfinskog rajona iznosi 1000 km². Prema popisu stanovništva Džulfinski rajon ima oko 46.100 stanovnika.
Džulfinski rajon se sastoji od 25 općina.